# František Škroup

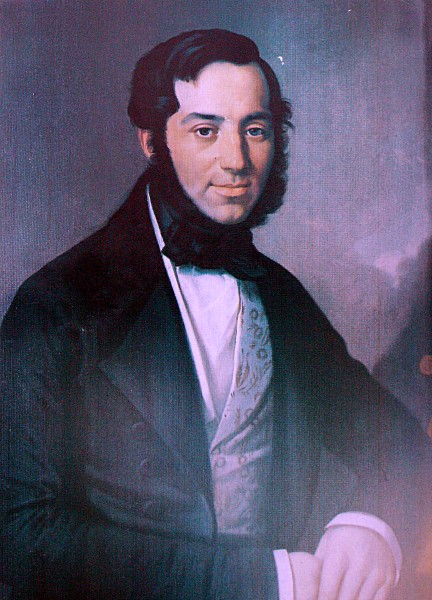
František Škroup, Gemälde von Antonín Machek, 1840

František Škroup (auch: Franz Škroup oder Skraup; * 3. Juni 1801 in Osice bei Königgrätz/Hradec Králové; † 7. Februar 1862 in Rotterdam) war ein tschechischer Komponist und Dirigent.

## Leben
Der Sohn des Kantors Josef Dominik Škroup wurde durch seinen Vater musikalisch ausgebildet. Mit acht Jahren trat erstmals öffentlich als Flötist auf. Nach dem Besuch des Gymnasiums in Königgrätz studierte er ab 1819 Jura in Prag. Das Studium finanzierte er durch Musikunterricht und Hilfsarbeiten im Ständetheater. Dort lernte er den Komponisten Jan Alois Jelen kennen.
Škroup engagierte sich zunehmend im Laientheater und gründete 1823 mit anderen Patrioten die erste böhmische Opernvereinigung, die in Prag erstmals tschechische Opern aufführte. Am 23. Dezember 1823 wurde im Ständetheater das beliebte Singspiel Die Schweizer Familie des österreichischen Komponisten Joseph Weigl gespielt, die der Philosophiestudent und Dichter Simeon Karel Macháček ins Tschechische übersetzt hatte. Die Oper wurde von Laiendarstellern aufgeführt und animierte Škroup, die erste tschechische Oper Dráteník (dt. Der Drahtbinder) zu komponieren.
Die erfolgreiche Uraufführung fand am 2. Februar 1826 im Ständetheater statt. Angespornt durch diesen Erfolg, schrieb Škroup die Musik zu den Opern Oldřich a Božena und Libušin sňatek. Diese Werke kamen beim Publikum jedoch nicht mehr so gut an. 1827 wurde Škroup zum zweiten Kapellmeister des Ständetheaters ernannt, wo er zehn Jahre später die musikalische Leitung übernahm. Diese Funktion führte er weitere zwanzig Jahre aus. Unsterblichkeit verschaffte ihm die Musik zum Lustspiel von Josef Kajetán Tyl Fidlovačka aneb žádný hněv a žádná rvačka. Bei deren Uraufführung am 21. Dezember 1834 ertönte das erste Mal das Lied des blinden Bettlers Mareš Kde domov můj, das später zur tschechischen Hymne erkoren wurde.
František Škroup war ein hervorragender Dirigent. Er inszenierte zahlreiche klassische Opern und komponierte Vorspiele sowie Hintergrundmusik zu Theater- und Lustspielen. Von 1836 bis 1845 war er auch als Regens Chori an der Synagoge tätig. Nach dreißigjähriger Tätigkeit wurde er 1857 von der Theaterleitung entlassen und pensioniert, da seine Werke wenig erfolgreich waren. Außerdem kam es zu Auseinandersetzungen mit dem damaligen Direktor Stögr. Da Škroup in Prag keine Anstellung mehr fand, nahm er 1860 die Stelle des Kapellmeisters an der Deutschen Oper in Rotterdam an. Zwei Jahre später starb er und wurde auf dem dortigen protestantischen Friedhof bestattet.
Škroup war zweimal verheiratet. Sein Sohn Alfred wurde Kapellmeister und Musikverleger, seine Tochter Božena war Musiklehrerin. Sohn Oldřich verstarb im Alter von 11 Jahren.
Sein Bruder Jan Nepomuk Škroup war auch Komponist.

## Werke
František Škroup trat auch als Sänger in den Stimmlagen Tenor und Bariton auf. Als leitende Persönlichkeit am Ständetheater hatte er Verdienste an der Uraufführung der Werke berühmter Komponisten wie Richard Wagner. Die meisten seiner in Tschechisch und Deutsch verfassten Werke sind Opern, die zwar ein gutes Niveau erreichten, jedoch nicht über die Grenze des Landes bekannt wurden. Škroup redigierte von 1837 bis 1839 auch die Zeitschrift „Věnec ze zpěvů vlastenských uvitý a obětovaný dívkám vlastenským“ (Kranz patriotischer Lieder geknüpft und gewidmet patriotischen Mädchen).
- Das Singspiel Dráteník (dt. Der Drahtbinder) von 1825 wurde am 2. Februar 1826 uraufgeführt. Es wurde als Beginn der tschechischen Oper betrachtet. Das Libretto stammt von Josef Krasoslav Chmelenský. Škroup sang hier die Hauptrolle.
- Die Premiere der Oper Oldřich a Božena nach dem Libretto von Josef Krasoslav Chmelenský war 1828; wieder aufgeführt 1847. Die Premiere der deutschsprachigen Version Uldarich und Božena war 1833.
- Die Premiere von Der Prinz und die Schlange war 1829, die tschechische Version Princ a had neb Amor mezi Amazonkami wurde erstmals 1835 aufgeführt.
- Die Drachenhöhle, Premiere 1832
- Fidlovačka aneb žádný hněv a žádná rvačka
- Libušin sňatek, Libretto Chmelenský, Premiere 1835, völlig überarbeitet und wiederaufgeführt 1850
- Pouť k chrámu umění, Premiere 1846
- Columbus, Libretto Chmelenský, komponiert 1855, Premiere in tschechischer Sprache durch František Pujman 1945 im Nationaltheater und als Rundfunkaufzeichnung.
- Die Geisterbraut
- Drahomíra
- Der Meergeuse